# Likhu (Nuwakot)
Likhu (nep. लिखु) – gaun wikas samiti w środkowej części Nepalu w strefie Bagmati w dystrykcie Nuwakot. Według nepalskiego spisu powszechnego z 2001 roku liczył on 562 gospodarstw domowych i 2996 mieszkańców (1525 kobiet i 1471 mężczyzn).